# موش چمنزار موبلند
موش چمنزار موبلند (نام علمی: Abrothrix longipilis) نام یک گونه از سرده نرم‌کرک‌ها است.
موش چمنزار مو بلند یک گونه از راسته جوندگان در خانواده همسترهای دم کوتاه می‌باشد. پراکندگی این گونه مرکز و جنوب آرژانتین و شیلی است.

## مشخصات
موش چمنزار مو بلند یک گونه نسبتاً بزرگ از راسته جوندگان، با یک سر و بدن با طول بیش از ۱۳۰ میلی‌متر (۵اینچ) است. تنوع رنگی در این گونه از موش‌های چمنزار زیاد است، اما بیشتر جمعیت این گونه با موهایی به رنگ سرخ تا قهوه‌ای با سبیل‌های بلند، با دم و انگشتان و ناخن‌هایی به رنگ خاکستری تا قهوه‌ای رنگ مشاهده می‌شوند.

## پراکندگی و زیستگاه
این گونه معمولاً در مرکز و جنوب شیلی، و در آرژانتین تا ایالت ریونگر یافت می‌شود. این گونه در انواع زیستگاه‌ها اعم از، جنگلی، صخره‌ها، باتلاق‌ها، لجنزارها و مناطق استپی و چمنزار زندگی می‌کند.